# ناحوم نوربرت جلاتزر
ناحوم نوربرت جلاتزر (بالإنجليزية: Nahum Norbert Glatzer)‏ هو مؤرخ وصحفي وأستاذ جامعي أمريكي، ولد في 25 مارس 1903 في لفيف في أوكرانيا، وتوفي في 27 فبراير 1990 في توسان في الولايات المتحدة.